# Karapelit
Karapelit (bulgariska: Карапелит) är ett distrikt i Bulgarien.   Det ligger i kommunen Obsjtina Dobritj-Selska och regionen Dobritj, i den nordöstra delen av landet, 400 km öster om huvudstaden Sofia.
Trakten runt Karapelit består till största delen av jordbruksmark. Runt Karapelit är det ganska tätbefolkat, med 78 invånare per kvadratkilometer.